# ジェイ・キム

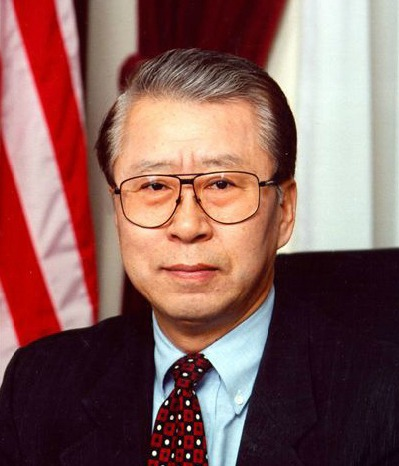
ジェイ・キム（金昌準）

ジェイ・キム（Jay Kim, 1939年3月27日 - ）は米国議会に選出された最初の韓国系アメリカ人である。韓国名、金 昌準（キム・チャンジュン、김창준、Kim Chang Joon)。

## 経歴
- 1939年植民地下のソウル（当時、京城）に生まれ、普成高校を卒業し、韓国軍で兵役を勤めたが、1961年にアメリカ合衆国へ移民。
- カリフォルニア州立大学ロサンゼルス校を卒業後、1967年にロサンゼルスの南カリフォルニア大学を卒業し土木工学の学位を取得、1969年に同大学院で修士号を取得した。
- 1978年、ジェイ・キム土木会社を設立して社長に就任、主に連邦政府や地方自治体から受注した。
- 1990年にカリフォルニア州ロサンゼルス郡ダイアモンドバーの市会議員に当選、1991年、同市長となった。
- 1992年の米国下院議員選挙に共和党の候補として新設されたカリフォルニア州第41選挙区から出馬して当選、韓国系アメリカ人として初めて米国議会に席を得、1993年1月から1999年1月まで3期にわたって在籍した。（米国下院の任期は2年。）しかし、23万ドルの違法な寄付を受け取ったとして、1997年7月に連邦選挙資金法違反容疑で身柄を拘束され、妻のジューンとともに有罪となり、自宅軟禁2月の判決を下された。このため、1998年の下院議員選挙には共和党の予備選挙で市議会で共に議員を務めていたこともあるゲイリー・ミラーに負け、落選した。ミラーは本選挙で勝利、今も議員を務めている。2000年には選挙区を変え、カリフォルニア州第42選挙区で出馬したが、再び予備選挙の段階でエリア・ピロッツィに負けた。ピロッツィもまた本選挙でジョー・バカに敗れ、バカが務めている。